# Водяное (Солонянский район)
Водяное (укр. Водяне) — село,
Мопровский сельский совет,
Солонянский район,
Днепропетровская область,
Украина.
Код КОАТУУ — 1225083802. Население по переписи 2001 года составляло 221 человек .

## Географическое положение
Село Водяное примыкает к селу Товарищеский Труд.
По селу протекает пересыхающий ручей с запрудой.